# KkStB 196 sorozat
A StEG II 591–593 egy szertartályosgőzmozdony-sorozat volt az Államvasút-Társaságnál (österreichisch-ungarischen Staats-Eisenbahn-Gesellschaft, StEG).
A StEG 1883-ban rendelte ezt a három db háromcsatlós mozdonyt, amelyeket a IVa sorozatba osztott be és az 591-593 pályaszámokkal jelölt meg. 1897-ben az új sorozatjelük 330 lett. 
A StEG 1909-es  államosítása után a kkStB a 146 sorozatba sorolta át a mozdonyokat. Az első világháború után még két mozdony került át a BBÖ-höz, ahol 1928-ban selejtezték őket.

## Fordítás
Ez a szócikk részben vagy egészben  a   StEGII 591-593 című német Wikipédia-szócikk fordításán alapul.  Az eredeti cikk szerkesztőit annak laptörténete sorolja fel. Ez a jelzés csupán a megfogalmazás eredetét és a szerzői jogokat jelzi, nem szolgál a cikkben szereplő információk forrásmegjelöléseként.